# 서울시민인권헌장
서울시민인권헌장은 서울 시민이 차별받지 않고 누릴 인권을 규정할 선언문이다. 박원순의 공약으로 시작된 이 사업은 발표 예정일인 세계인권선언일을 앞두고 성적 지향 문제로 막판에 표류하고 있었다. 성소수자 단체들은 서울시청을 점거하는 시위를 벌였다. 결국 서울시가 아닌 인권헌장 제정에 참여한 인권단체에서 선포하였다.